# Amphidecta pignerator
Amphidecta pignerator är en fjärilsart som beskrevs av Butler 1867. Amphidecta pignerator ingår i släktet Amphidecta och familjen praktfjärilar. Inga underarter finns listade i Catalogue of Life.